# Friederike Bäuerle
Friederike Leopoldine Bäuerle (* 12. Dezember 1814 in der Jägerzeile, heute zu Wien; † 17. Juli 1896 in Urschendorf) war eine österreichische Pianistin und Schriftstellerin; ihr Pseudonym war Friedrich Horn.

## Leben
Friederike Bäuerle war die Tochter des Schriftstellers und Begründers und Redakteur der Wiener Theaterzeitung, Adolf Bäuerle und dessen erster Ehefrau, die Wiener Musikerin Antonie († 1828; geb. Egger); sie blieb zeit ihres Lebens unverheiratet.
Sie hatte eine ausgeprägte Veranlagung für Sprachen und Musik und erhielt bereits in jungen Jahren eine Ausbildung zur Pianistin, unter anderem bei Carl Czerny; ihr musikalisches Können präsentierte sie bereits als Jugendliche auf wohltätigen Veranstaltungen; sie galt als eine der besten Musikdilettantinnen ihrer Zeit.
In den Jahren von 1850 bis 1853 schrieb sie auch noch für die Wiener Theaterzeitung, ihre Artikel kennzeichnete sie hierbei mit F.........
Später übersetzte sie französische und englische Romane, die sie teils unter ihrem eigenen Namen, aber auch unter ihrem Pseudonym Friedrich Horn veröffentlichte. Sie veröffentlichte unter anderem auch im Belletristischen Lesekabinett, das von Adolf Hartleben (1778–1863) herausgegeben wurde.
Sie veröffentlichte 1853, gemeinsam mit Constantin von Wurzbach, in der Ostdeutschen Post und 1854 in Der Salon von Johann Nordmann, Blumenbriefe.
Als ihr Vater vor einer drohenden Verhaftung nach Basel floh und bald darauf starb, führte sie gemeinsam mit dem Redakteur Moritz Morländer (eigentlich Moritz Engländer) (1819–1898) die Wiener Theaterzeitung ab Januar 1860 fort, musste sie aber im Oktober desselben Jahres einstellen.
1886 überließ sie der Stadtbibliothek Wien die Wiener Theaterzeitung aus dem Zeitraum von 1806 bis 1859.
Nach ihrem Tod vermachte sie ihr Vermögen dem Studenten-Asylverein, dem Deutschen Schulverein, der Wiener Freiwilligen Rettungsgesellschaft und mehreren Wohltätigkeitsvereinen; außerdem ließ sie eine Stiftung einrichten, dem sie 7.000 Gulden vermachte und dessen jährlicher Ertrag die Waise eines Schriftstellers erhalten sollte.

## Schriften (Auswahl)
- Der französische Salat. Aus dem Journal des Dames et des Modes. In: Wiener allgemeine Theaterzeitung, Nr. 106, 2. September 1828 (Digitalisat).
- Der blauseidene Divan. In: Wiener allgemeine Theaterzeitung, Nr. 34, 9. Februar 1848 (Digitalisat).
- Eine Frau, welche niemals lächelte. In: Wiener allgemeine Theaterzeitung, Nr. 64, 15. März 1848 (Digitalisat).
- Eine Frauenlaune. In: Wiener allgemeine Theaterzeitung, Nr. 153 vom 27. Juni 1848 (Digitalisat).
- Eine Frau nach der Mode. In: Wiener allgemeine Theaterzeitung, Nr. 269, 21. November 1848 (Digitalisat).
- mit Jules Henri Vernoy de Saint-Georges: Der Spion der vornehmen Welt. In: Wiener allgemeine Theaterzeitung, 43. Jahrgang, Nr. 36 ff., 10. Februar 1850.
- mit Eugen Sue: Miss Mary, die Erzieherin. Wien/Pest/Leipzig (Digitalisat).
- mit Eugen Sue: Gilbert und Gilberte.
- Emanuel Gonzalès: Concino Concini oder Die Tochter des Blinden.
  - Band 1. Pest/Wien/Leipzig, 1855 (Digitalisat)
  - Band 2. Pest/Wien/Leipzig, 1855 (Digitalisat)
  - Band 3. Pest/Wien/Leipzig, 1855 (Digitalisat)
- Fürst Pückler-Muskau und die Fürstin Melanie Metternich. In: Wiener allgemeine Theaterzeitung, 49. Jahrgang, Nr. 250, 30. Oktober 1855 (Digitalisat).
- Elise Berthet, Friedrich Horn: Die Marquise von Norville.
  - Band 1. Pest/Wien/Leipzig 1856 (Digitalisat).
  - Band 2. Pest/Wien/Leipzig 1856 (Digitalisat).
- mit Emanuel Gonzalès: Der Menschenjäger oder: Der Blinde. Pest/Wien/Leipzig 1856 (Digitalisat).